# کریس اونس
کریس اونس (انگلیسی: Chris Evans؛ زادهٔ ۱۳ اکتبر ۱۹۶۲) بازیکن فوتبال اهل بریتانیا است.
از باشگاه‌هایی که در آن بازی کرده‌است می‌توان به باشگاه فوتبال استوک سیتی، باشگاه فوتبال آرسنال، و باشگاه فوتبال یورک سیتی اشاره کرد.